# Ê
La e con acento circunflejo, escrita Ê ê, es una letra del alfabeto latino que se considera una letra independiente en vietnamita y kurdo, pero aparece con distinta frecuencia en afrikáans, francés, friulano, noruego (nynorsk), portugués, y galés.
También se utiliza para transliterar ucraniano y chino.

## Uso

### Africaans
Ê no se considera una letra separada en afrikáans, sino una variación de "e". El circunflejo cambia la pronunciación de la "e" a /ɛː/ (o /æː/ si la consonante siguiente es dorsal o líquida)

### Chino
En la romanización Pinyin del chino mandarín estándar , ê representa /ɛ/ . Corresponde a Zhuyin ㄝ. El circunflejo aparece sólo si ê es la única letra de la sílaba: ề /ɛ̂/ (诶;誒; "¡eh!" ). Sin el circunflejo, e puesto que es la única letra de la sílaba representa /ɤ/: è /ɤ̂/ (饿;餓; "hambriento"). En otras  posiciones, /ɛ/ se escribe como a (antes de n ) o e (al final de una sílaba), con la marca de tono apropiada: xiān /ɕi̯ɛ́n/ (en chino: 先; "primero"), xuǎn /ɕy̯ɛ̀n/ (选;選; "para elegir"), xué /ɕy̯ɛ̌ ~ ɕy̯ě/ 学;學; "aprender"), xiexie /ɕi̯ɛ̂.ɕi̯ɛ ~ ɕi̯ê.ɕi̯e/ 谢谢;謝謝; "gracias").
En pe̍h-ōe-jī, ê es el quinto tono de e: ê (的; posesivo).

### Francés
Los diacríticos no se consideran letras distintas del alfabeto francés . En francés, ê cambia la pronunciación de e de / ə / a / ɛ /. Se usa en lugar de "è" para palabras que solían escribirse "es".

### Friulano
Ê representa /eː/ y /ɛː/ .

### Italiano
Ê ocasionalmente usado para representar /eː / o /ɛː / en palabras como fêro (hicieron).

### Kurdo
Ê es la séptima letra del alfabeto kurdo Kurmanji y representa / eː /.

### Portugués
En portugués, ê marca una /e / acentuada solo en palabras cuya sílaba acentuada se encuentra en una ubicación impredecible de la palabra: "pêssego" (melocotón). La letra, pronunciada /e /, también puede contrastar con é, pronunciada /ɛ /, como en pé (pie).

### Tibetano
Ê se utiliza en pinyin tibetano para representar /e/, por ejemplo, Gêrzê.

### Ucraniano
Ê se utiliza en el sistema ISO 9: 1995 de transliteración ucraniana como la letra Є.

### Vietnamita
Ê es la novena letra del alfabeto vietnamita y representa el sonido vocálico /e/. Como el vietnamita tiene seis tonos, la Ê por sí sola representa el primer tono y para hacer los otros cinco se le añaden cualquiera de los cinco superíndices o subíndice posibles (sin quitar el circunflejo):
- Ề ề
- Ể ể
- Ễ ễ
- Ế ế
- Ệ ệ

### Galés
En galés, ê representa una e larga y con acento prosódico cuando la vocal se pronunciaría de otra manera como una [ɛ] corta: llên [ɬeːn] "literatura", en contraposición a llen [ɬɛn] "cortina" o gêm [ɡeːm] "juego", a diferencia de gem [ɡɛm] "gema, joya". Eso es útil para palabras prestadas con un acento final como apêl [apˈeːl] "apelación".

### Otros
En popido, un dialecto ficticio del esperanto creado por Manuel Halvelik para su uso en literatura, ê representa /ə/. Solo se usa epentéticamente para romper grupos de consonantes, especialmente antes de los sufijos gramaticales.

## Codificación digital
Unicode codifica los 5 pares de caracteres precompuestos (Ề / ề, Ể / ể, Ễ / ễ, Ế / ế, Ệ / ệ) para los cinco tonos de ê en vietnamita. Dos pares de los cinco (Ế / ế y Ề / ề) también se pueden usar como segundo y cuarto tonos de ê en Pinyin. El primer y tercer tono de ê en Pinyin debe representarse combinando signos diacríticos, como ê̄ (ê&#772;) y ê̌ (ê&#780;).
| Carácter                | Ê                                      | Ê                                      | ê                                    | ê                                    |
| ----------------------- | -------------------------------------- | -------------------------------------- | ------------------------------------ | ------------------------------------ |
| Unicode                 | LATIN CAPITAL LETTER E WITH CIRCUMFLEX | LATIN CAPITAL LETTER E WITH CIRCUMFLEX | LATIN SMALL LETTER E WITH CIRCUMFLEX | LATIN SMALL LETTER E WITH CIRCUMFLEX |
| Codificación            | decimal                                | hex                                    | decimal                              | hex                                  |
| Unicode                 | 202                                    | U+00CA                                 | 234                                  | U+00EA                               |
| UTF-8                   | 195 138                                | C3 8A                                  | 195 170                              | C3 AA                                |
| Ref. numérica           | &#202;                                 | &#xCA;                                 | &#234;                               | &#xEA;                               |
| Ref. entidad            | &Ecirc;                                | &Ecirc;                                | &ecirc;                              | &ecirc;                              |
| EBCDIC family           | 114                                    | 72                                     | 82                                   | 52                                   |
| ISO 8859-1/3/9/14/15/16 | 202                                    | CA                                     | 234                                  | EA                                   |